# Brankovići (Republika Serbska)
Brankovići (cyr. Бранковићи) – wieś w Bośni i Hercegowinie, w Republice Serbskiej, w gminie Rogatica. W 2013 roku liczyła 121 mieszkańców.